# C'est eux les chiens...
Pour plus de détails, voir Fiche technique et Distribution.
C'est eux les chiens... (en arabe : هم الكلاب) est un film marocain présenté sous forme d'un found footage, réalisé par Hicham Lasri et sorti en 2013.

## Synopsis
Alors que Lotfi Sawssen, Daoud Hasska et Ali sont en train de filmer un reportage sur les manifestations de 2011, ils rencontrent un homme, arrêté lors des émeutes du pain de 1981, qui vient de sortir de prison après 30 ans de détention. Ils décident de l'aider dans sa recherche de sa famille.

## Fiche technique
- Titre : C'est eux les chiens
- Réalisation : Hicham Lasri
- Scénario : Hicham Lasri
- Photographie : Ali Benjelloun
- Son : Aissam Elkhayat
- Montage : Safaa Baraka
- Production déléguée : Ali n' Productions – Nabil Ayouch
- Distribution : Zaza Films Distribution.
- Durée : 91 minutes
- Format de tournage HD
- Dates de sortie : 
  -  France : 5 février 2014
  -  Maroc : 19 février 2014

## Distribution
- Hassan Ben Badida : Mahjoul - matricule 404
- Yahya El Fouandi : Lotfi Sawssen
- Jalal Bouftaim : Daoud Hasska
- Imad Fijaj : Ali, le stagiaire
- Malek Akhmiss : le cycliste
- Nadia Niazi : Naïma
- Salah Bensalah : le présentateur
- Abderahim Samadi : Rachid Doukhane

## Autour du film
La scène de l'hôtel, quand Mahjoul refuse de dormir sur le lit et préfère s'allonger par terre, est une allusion aux séquelles qu'ont pu laisser la torture et le maltraitement chez certains ex-prisonniers politiques des « années de plomb » au Maroc, obligés de dormir à même le sol.

## Accueil critique
L'accueil critique est plutôt positif : le site Allociné recense une moyenne des critiques presse de 3,2/5, et des critiques spectateurs à 3,6/5.
Pour Sandrine Marques  du Monde, « tourné à la manière d'un faux reportage télé, avec sa caméra à l'épaule et ses images embarquées, ce film, modeste par ses moyens, se hisse à la hauteur de ses riches ambitions. [...] L'humour dont déborde ce témoignage bouillonnant sur le « printemps arabe » n'en édulcore pas sa portée politique et sociale. Au contraire. Le réalisateur stigmatise la télévision et son impact sur ses concitoyens. Objet de fascination, car synonyme d'élévation sociale, le médium est aussi celui par lequel « 404 » rattrape le temps. La roue qu'actionne le naufragé métaphorise une histoire en marche. Un symbolisme que vient étoffer une fin splendide où l'intelligence, l'ironie douce et l'humanité du réalisateur transparaissent.. ».
Pour Mathilde Blottière de Télérama, « à sa façon brouillonne, Hicham Lasri replace les récentes révolutions arabes dans une perspective historique. Le filmage caméra à l'épaule est parfois à la limite du supportable, mais on plonge sans filet dans un Maroc méconnu, au bord du chaos. ».
Dans les Cahiers du cinéma, tout en soulignant que Hicham Lasri « est un des rares espoirs du jeune cinéma marocain » qui « porte un regard dynamique sur le monde qui l'entoure », Vincent Malausa estime que « l'intensité documentaire se trouve encore empêchée par son obsession à se regarder lui-même en train de filmer ».

## Distinctions
- Festival de Cannes 2013 – Programmation Acid.
- Festival du Film d'auteur de Rabat 2013 - Prix d’interprétation masculine pour Hassan Badida.
- Festival Lumières d'Afrique de Besançon 2013 - Coup de cœur du public de Besançon.
- Festival du Film africain d'Apt 2013 - Prix du jury lycéen (grand prix).
- Festival Cinemed Montpellier 2013
- Festival Afrikamera 2013 - Sélection officielle.
- Festival du Film transsaharien de Zagora 2013 - Grand prix.
- Festival du Film de Marrakech 2013 - Coup de cœur.
- Festival du film de Belfort - Entrevues 2013 - Coup de cœur de l'Acid.
- Hamburg Film festival – Compétition.
- FCAT Cordoba 2013 - Grand Prix.
- Festival de Dubai 2013 - Prix spécial du jury & Prix d'interprétation masculine pour Hassan Badida.